# ヴィルヘルム・フリットナー
ヴィルヘルム・フリットナー（Wilhelm Flitner、1889年8月20日 - 1990年1月21日）は、ドイツの教育学者。
1926年、キール大学の員外教授に就任し、学者としてのキャリアを開始した。1929年から1958年までハンブルク大学の正教授を務め、教育学における精神科学的な方向（ドイツ特有の表現で、人文科学としての「教育学」の意味で、教員養成として現場で役立つ知識としての教育学とは一線を画す）の第一人者である。
彼は、西ドイツ教育学部長会議の学校教育部門の座長として、生徒、学生自身が自ら学ぶチャンスと場を与えるという根本原則を守ろうとする教育改革の推進役の役割も果たした。

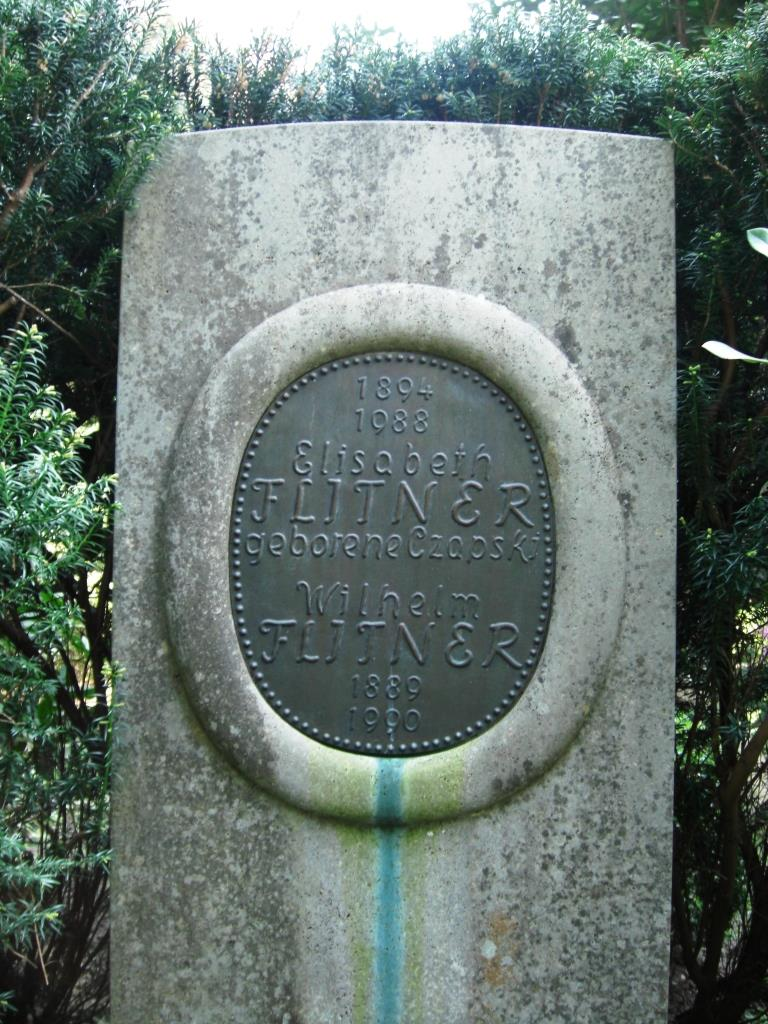
ヴィルヘルム・フリットナーとエリザベス・フリットナー、及びスザンネ・フォン・ヴァルゲン(旧姓フリットナー)の墓碑

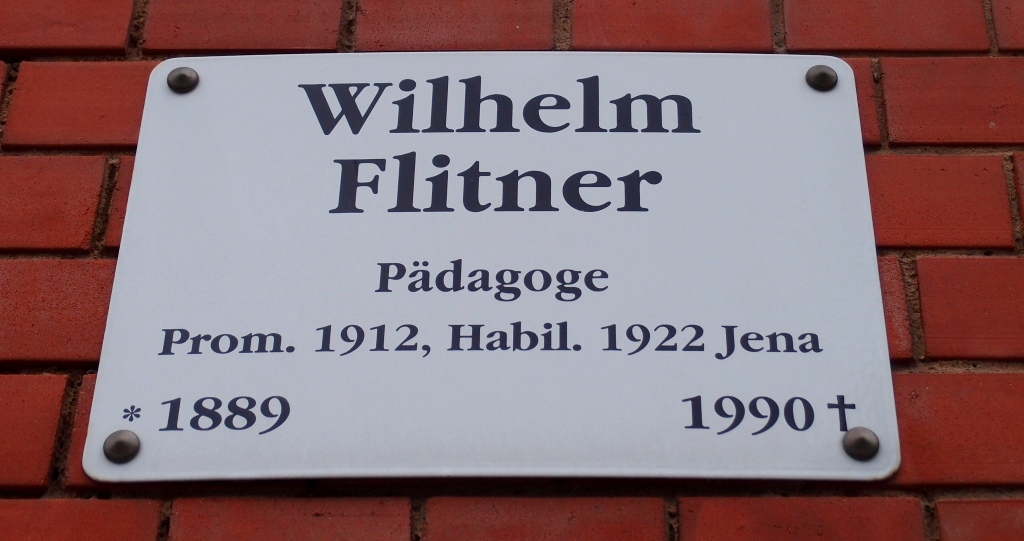
イエナのカール・ツォイス広場のヴィルヘルム・フリットーの記念プレート

## 生涯
1909年、彼はイェーナ大学に入学。そこで活発だったドイツ自由学生団の活動の中で、のちの妻エリザベート・チャプスキ（Elisabeth Czapski）、ツァイスの元社長で既に1907年に亡くなっていたジークフリード・チャプスキの娘と知り合う。彼は大学では主にヘルマン・ノールのもとで学ぶ。ノールは、ヴィルヘルム・ディルタイの晩年の助手でもあった。ノールの取り巻きの中で、彼はルドルフ・カルナップと長年の親交を結ぶことになる。イェーナ大学で、彼はヴィルヘルム・ラインの指導を受けて、「アウグスト・フュルゼンと「自由人」（die "freien Männer"）」という論文で学位を取得した。
1914年-1918年、フリットナーは第一次世界大戦に参加。その後、1919年からイェーナでのかなりの時間をそこの市民大学（de:Volkshochschule）の設立と運営に傾ける。1925年まで彼はいわば事務局長としてそこの指揮を執り、講座の担当者が見つからないものはほとんど彼が自ら教えていた。
彼の後任になったのは、アドルフ・ライヒヴァインだった。 1922年、彼はイェーナ大学で教授学の基礎づけに関する研究で教授資格を取得。1926年、キール教育大学（現在はキール大学に統合）へ哲学と教育学の員外教授として招聘される。そこからさらに1929年ハンブルク大学に正教授で招聘を受ける。ここで彼は、教育科学（Erziehungswissenschaft、教職科目という位置づけのもの） のゼミと、教育養成のために設けられた教育学研究所を指導監督した。これが1933年まで続く。
1951年フリットナーは、西ドイツの学部長会議の学校教育部門の座長に推挙される。これがテュービンゲン大学改革会議と呼ばれるもので、1961年まで彼はこれに係わった。
ワイマール共和国では、彼はアロイス・フィッシャー、テオドール・リット、ヘルマン・ノール、そしてエドゥアルト・シュプランガーと共に「教育」（Die Erziehung ）という雑誌の編集に加わった。
1933年「教育」の3月号にシュプランガーとフリットナーの二つの寄稿が掲載され、ナチスによる権力の奪取について、やや警告的な響きも残しながら積極的に支持する論調のもので、各方面から議論を呼び起こした。
1955年、フリットナーは、フリッツ・ブレットナー、オットー・フリードリッヒ・ボルノウ、ヨゼフ・ドルヒ、そしてエーリッヒ・ヴェニガーと「教育学雑誌」（die Zeitschrift für Pädagogik）を創刊した。 彼の主著ともいうべき"Allgemeine Pädagogik"は、教育学専門書としては例を見ない長ロングセラーで、1950年の初版から1990年代まで刊行されて15版を重ねた。彼は教育学の教授学や基礎理論の他、ゲーテを初めとするドイツ精神史、キリスト教思想などにも造詣が深い。
また、教育の実践を成人教育から始めたため、小中学校の学校教育のみならず、職業教育や勤労青少年のためのリクレーションや、夜間学校、カウンセリング、医療者の教育的な職務などにも目を向け、今日、教育学が高齢者やキャリアアップ、教育的カウンセリングなどにも活動を拡張し、臨床教育学といった新しい活動のかたちが生まれてくる着手点を切り開いた人としても重要である。著作集の編者に名を連ねているアンドレアス・フリットナー(de:Andreas Flitner)は、彼の息子で、やはり教育学者で、教育評論家としても名を馳せた。テュービンゲン大学大学教授を務めた。こちらの著書『教育学的に見ることと考えることへの入門』（玉川大学出版部から邦訳があり）も長く大学の教育学のテキストとして広く読まれた。
1963年、フリットナーは、アルフレート・テフター財団からゲーテ賞を授与された。1964年にはテュービンゲン大学神学部から名誉博士号を贈られた。彼は1990年1月21日に亡くなり、ハンブルクのニーエンシュテッドナー墓地に埋葬された。

## 主要な著作
- August Ludwig Hülsen und der Bund der freien Männer. Jena 1913. (Dissertation)
- Allgemeine Pädagogik. Stuttgart 1950.（邦訳は『一般教育学』玉川大学出版部、1988年）
- Das Selbstverständnis der Erziehungswissenschaft in der Gegenwart. Heidelberg 1957.
- Hochschulreife und Gymnasium. Heidelberg 1959.
- Die gymnasiale Oberstufe. Heidelberg 1961.
- Europäische Gesittung. Ursprung und Aufbau abendländischer Lebensformen. Zürich 1961.
- Grundlegende Geistesbildung. Studien zur Theorie der wissenschaftlichen Grundbildung und ihrer kulturellen Basis. Heidelberg 1965.
- Ausgewählte pädagogische Abhandlungen. Besorgt v. Heinrich Kanz (mit Biografie und Bibliografie). Paderborn 1967.
- Wilhelm Flitner (Hrsg.): Johann Heinrich Pestalozzi: Ausgewählte Schriften. Godesberg 1949. (Neuausgabe durchges. u. erg. v. Udo Grün Weinheim 2001. )

### 著作集
パーデルボルンのシェーニング出版社（Schöningh-Verlag Paderborn）から、1982年以来カール・エアランゲン、アンドレアス・フリットナー、ウーリッヒ・ヘルマンの編纂で著作集が刊行されている。
- Bd. 1: Erwachsenenbildung. 1982.
- Bd. 2: Pädagogik. Systematische Pädagogik. Allgemeine Pädagogik.1983.
- Bd. 3: Theoretische Schriften. Abhandlungen zu normativen Aspekten und theoretischen Begründungen der Pädagogik. 1989.
- Bd. 4: Die Pädagogische Bewegung. 1987.
- Bd. 5: Studien zur Bildungsgeschichte. 1985.
- Bd. 6: Goethe im Spätwerk. 1983.
- Bd. 7: Die Geschichte der abendländischen Lebensformen. 1990.
- Bd. 8: Goethe-Studien - Humanismus-Studien. 2002.
- Bd. 9: Volksschule und Elementarbildung. [erscheint 2005].
- Bd. 10: Gymnasium und Universität. 1997.
- Bd. 11: Erinnerungen 1889-1945. 1986.

### 研究書
- 小笠原道雄 『現代ドイツ教育学説史研究序説－ヴィルヘルム・フリットナー教育学の研究－』福村出版、1974年。
- 小川哲哉 『フリットナー民衆教育思想の研究－ドイツ青年運動から民衆教育運動へ－』青簡舎、2008年。